# Paratendipes unimaculipennis
Paratendipes unimaculipennis är en tvåvingeart som beskrevs av Chattopadhyay och Chaudhuri 1993. Paratendipes unimaculipennis ingår i släktet Paratendipes och familjen fjädermyggor.
Artens utbredningsområde är Meghalaya (Indien). Inga underarter finns listade i Catalogue of Life.